# Герб Ріу-Майора
Ге́рб Рі́у-Майо́ра — офіційний символ міста Ріу-Майор, Португалія. Використовується як територіальний герб. У чорному щиті дві срібні піраміди солі на зеленій землі, перетятій трьома хвилястими смугами — двома срібними і однією синьою. У главі щита срібне водяне колесо. Щит увінчує срібна мурована міська корона з п'ятьма вежами.  Під щитом біла стрічка, на якій великими літерами напис португальською: «cidade de Rio Maior» (місто Ріу-Майор).  Офіційно затверджений 26 червня 1986 року. Створений на основі попереднього містечкового герба, ухваленого 4 грудня 1935 року.  

## Галерея

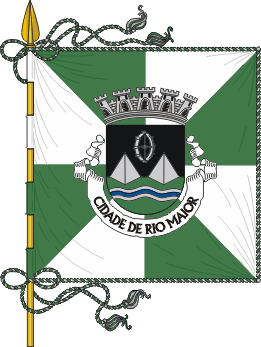
Прапор